# Koeweit op de Olympische Zomerspelen 1988
Koeweit nam deel aan de Olympische Zomerspelen 1988 in Seoel, Zuid-Korea. Net als bij de vijf eerdere deelnames werd geen medaille gewonnen.

## Deelnemers en resultaten

### Atletiek
| Olympiër         | Onderdeel              | Resultaat | Prestatie                                              |
| ---------------- | ---------------------- | --------- | ------------------------------------------------------ |
| Zeyad Alkhudhur  | 110m horden (m)        | 31e       | serie 3: 5de in 14,44 s kwartfinale 2: 8ste in 14,56 s |
| Jasem Aldowaila  | 400m horden (m)        | 31e       | serie 1: 6de in 51,87 s                                |
| Marsouq Alyouhah | hink-stap-springen (m) | 28e       | kwalificatie: 28ste met 15,72 m                        |
| Muhammad Zankawi | kogelstoten (m)        | 20e       | kwalificatie: 20ste met 15,92 m                        |
| Ghanem Mabrouk   | speerwerpen (m)        | 35e       | kwalificatie groep A: 18de met 65,84 m                 |
| Waleed Albakheet | kogelslingeren (m)     | 27e       | kwalificatie: 27ste met 63,86 m                        |

### Boksen
| Olympiër          | Onderdeel | Resultaat | Prestatie                                                                   |
| ----------------- | --------- | --------- | --------------------------------------------------------------------------- |
| Husain Al-Mutairi | -51kg (m) | 17e       | 1ste ronde: vrij 2de ronde: V van GHA Kotey: scheidsrechterlijke beslissing |
| Saud Al-Muwaizri  | -54kg (m) | 33e       | 1ste ronde: V van JPN Matsushima: scheidsrechterlijke beslissing            |
| Ali Al-Baluchi    | +91kg (m) | 9e        | 1ste ronde: vrij 2de ronde: V van URS Miroshnichenko: 0-5                   |

### Judo
| Olympiër        | Onderdeel | Resultaat | Prestatie                                                            |
| --------------- | --------- | --------- | -------------------------------------------------------------------- |
| Hussei Safar    | -65kg (m) | 20e       | 1ste ronde: V van MAR Mamoun: yuko                                   |
| Adel Alnajadah  | -71kg (m) | 33e       | 1ste ronde: V van CAN Beauchamp: ippon                               |
| Hisham Elsharaf | -78kg (m) | 14e       | 1ste ronde: W van GUM Aquino: ippon 2de ronde: V van MGL Erkhembayar |
| Yousef Alhammad | -86kg (m) | 19e       | 1ste ronde: V van FRA Canu: waza-ari                                 |

### Roeien
| Olympiër          | Onderdeel | Resultaat | Prestatie                                            |
| ----------------- | --------- | --------- | ---------------------------------------------------- |
| Waleed Almohammad | skiff (m) | 21e       | serie 4: 5de in 8.05,35 herkansingen: 4de in 8.15,16 |

### Schermen
| Olympiër                                                                         | Onderdeel       | Resultaat | Prestatie |
| -------------------------------------------------------------------------------- | --------------- | --------- | --- |
| Mohammad Alhamar                                                                 | degen (m)       | 44e       | 1ste ronde groep E: 4de met 1 overwinning 2de ronde groep J: 4de met 1 overwinning 3de ronde groep H: 6de met 1 overwinning |
| Younes Almashmoum                                                                | degen (m)       | 53e       | 1ste ronde groep A: 4de met 1 overwinning 2de ronde groep D: 5de met 0 overwinningen                                        |
| Khaled Jahrami                                                                   | degen (m)       | 62e       | 1ste ronde groep M: 5de met 2 overwinningen                                                                                 |
| Mohammad Alhamar Younes Almashmoum Nahedh Almurdh Khaled Jahrami                 | degen team (m)  | 18e       | 1ste ronde groep C: 3de met 0 overwinningen                                                                                 |
| Khaled Alawadh                                                                   | floret (m)      | 62e       | 1ste ronde groep B: 5de met 0 overwinningen                                                                                 |
| Saqer Alsurayei                                                                  | floret (m)      | 61e       | 1ste ronde groep C: 5de met 0 overwinningen                                                                                 |
| Salman Mohammad                                                                  | floret (m)      | 64e       | 1ste ronde groep H: 6de met 0 overwinningen                                                                                 |
| Khaled Alawadhi Faisal Alharshani Saqer Alsurayei Khaled Jahrami Salman Mohammad | floret team (m) | 15e       | 1ste ronde groep A: 4de met 0 overwinningen                                                                                 |

### Schoonspringen
| Olympiër     | Onderdeel    | Resultaat | Prestatie                          |
| ------------ | ------------ | --------- | ---------------------------------- |
| Majed Altaqi | 3m plank (m) | 31e       | voorronde: 31ste met 387,60 punten |

### Zwemmen
| Olympiër          | Onderdeel            | Resultaat | Prestatie                |
| ----------------- | -------------------- | --------- | ------------------------ |
| Hassan Alshammari | 50m vrije slag (m)   | 61e       | serie 2: 4de in 26,27    |
| Hassan Alshammari | 100m vrije slag (m)  | 65e       | serie 3: 8ste in 56,44   |
| Sultan Alotaibi   | 200m vlinderslag (m) | 38e       | serie 1: 2de in 2.12,89  |
| Sultan Alotaibi   | 200m wisselslag (m)  | 42e       | serie 2: 1ste in 2.15,63 |
| Sultan Alotaibi   | 400m wisselslag (m)  | 31e       | serie 1: 2de in 4.50,16  |

Afghanistan · Algerije · Amerikaanse Maagdeneilanden · Amerikaans-Samoa · Andorra · Angola · Antigua en Barbuda · Argentinië · Aruba · Australië · Bahama’s · Bahrein · Bangladesh · Barbados · België · Belize · Benin · Bermuda · Bhutan · Birma · Bolivia · Bondsrepubliek Duitsland · Botswana · Brazilië · Britse Maagdeneilanden · Brunei · Bulgarije · Burkina Faso · Canada · Centraal-Afrikaanse Republiek · Chili · China · Chinees Taipei · Colombia · Congo-Brazzaville · Cookeilanden · Costa Rica · Cyprus · Denemarken · Djibouti · Dominicaanse Republiek · Duitse Democratische Republiek · Ecuador · Egypte · El Salvador · Equatoriaal-Guinea · Fiji · Filipijnen · Finland · Frankrijk · Gabon · Gambia · Ghana · Grenada · Griekenland · Groot-Brittannië · Guam · Guatemala · Guinee · Guyana · Haïti · Honduras · Hongarije · Hongkong · Ierland · IJsland · India · Indonesië · Irak · Iran · Israël · Italië · Ivoorkust · Jamaica · Japan · Joegoslavië · Jordanië · Kaaimaneilanden · Kameroen · Kenia · Koeweit · Laos · Lesotho · Libanon · Liberia · Libië · Liechtenstein · Luxemburg · Malawi · Malediven · Maleisië · Mali · Malta · Marokko · Mauritanië · Mauritius · Mexico · Monaco · Mongolië · Mozambique · Nederland · Nederlandse Antillen · Nepal · Nieuw-Zeeland · Niger · Nigeria · Noord-Jemen · Noorwegen · Oeganda · Oman · Oostenrijk · Pakistan · Panama · Papoea-Nieuw-Guinea · Paraguay · Peru · Polen · Portugal · Puerto Rico · Qatar · Roemenië · Rwanda · Saint Vincent en de Grenadines · Salomonseilanden · Samoa · San Marino · Saoedi-Arabië · Senegal · Sierra Leone · Singapore · Soedan · Somalië · Sovjet-Unie · Spanje · Sri Lanka · Suriname · Swaziland · Syrië · Tanzania · Thailand · Togo · Tonga · Trinidad en Tobago · Tsjaad · Tsjecho-Slowakije · Tunesië · Turkije · Uruguay · Vanuatu · Venezuela · Verenigde Arabische Emiraten · Verenigde Staten · Vietnam · Zaïre · Zambia · Zimbabwe · Zuid-Jemen · Zuid-Korea · Zweden · Zwitserland